# PS/2-kontakt

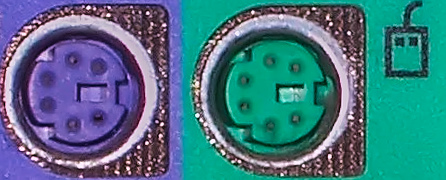
Honkontakter på en dator för anslutning av tangentbord respektive mus.

PS/2-kontakten är ett runt, sexpoligt kontaktdon som används för att ansluta tangentbord och möss till datorer i vissa äldre system. Kontakten är en Mini-DIN-kontakt. Kontaktens namn kommer från datorfamiljen IBM PS/2 och introducerades tillsammans med denna år 1987. Dessförinnan användes i allmänhet en normal fempolig DIN-kontakt för tangentbord och en niopolig D-subkontakt med RS-232-överföring för möss enligt AT-standarden. PS/2-kontakten har i sin tur ersatts av USB men finns ändå fortfarande som extern anslutning på vissa nyare moderkort.
Enligt PC 97-standarden är PS/2-kontakter för möss och tangentbord gröna respektive lila.

## Kompatibilitet

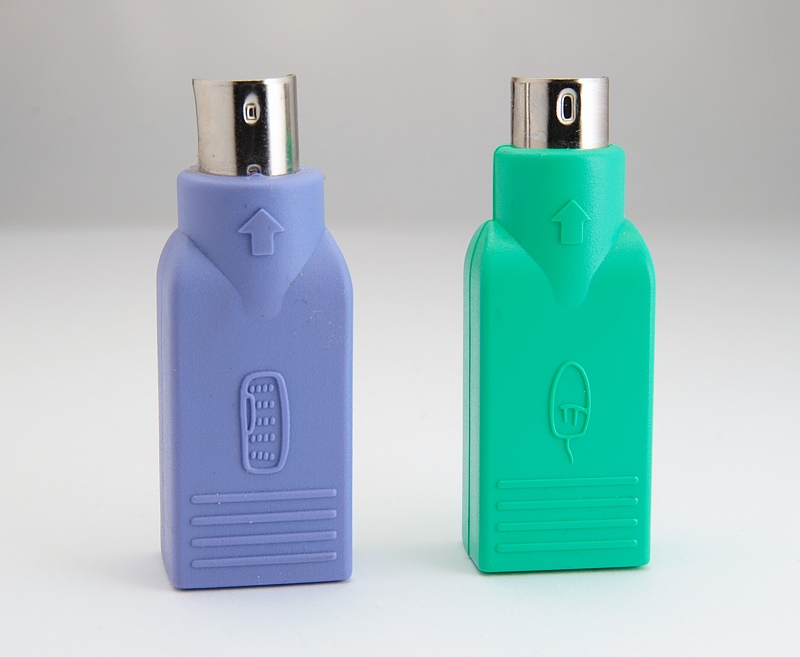
Adaptrar för anslutning av tangentbord och mus med USB-kontakter till dator med PS/2-kontakter.

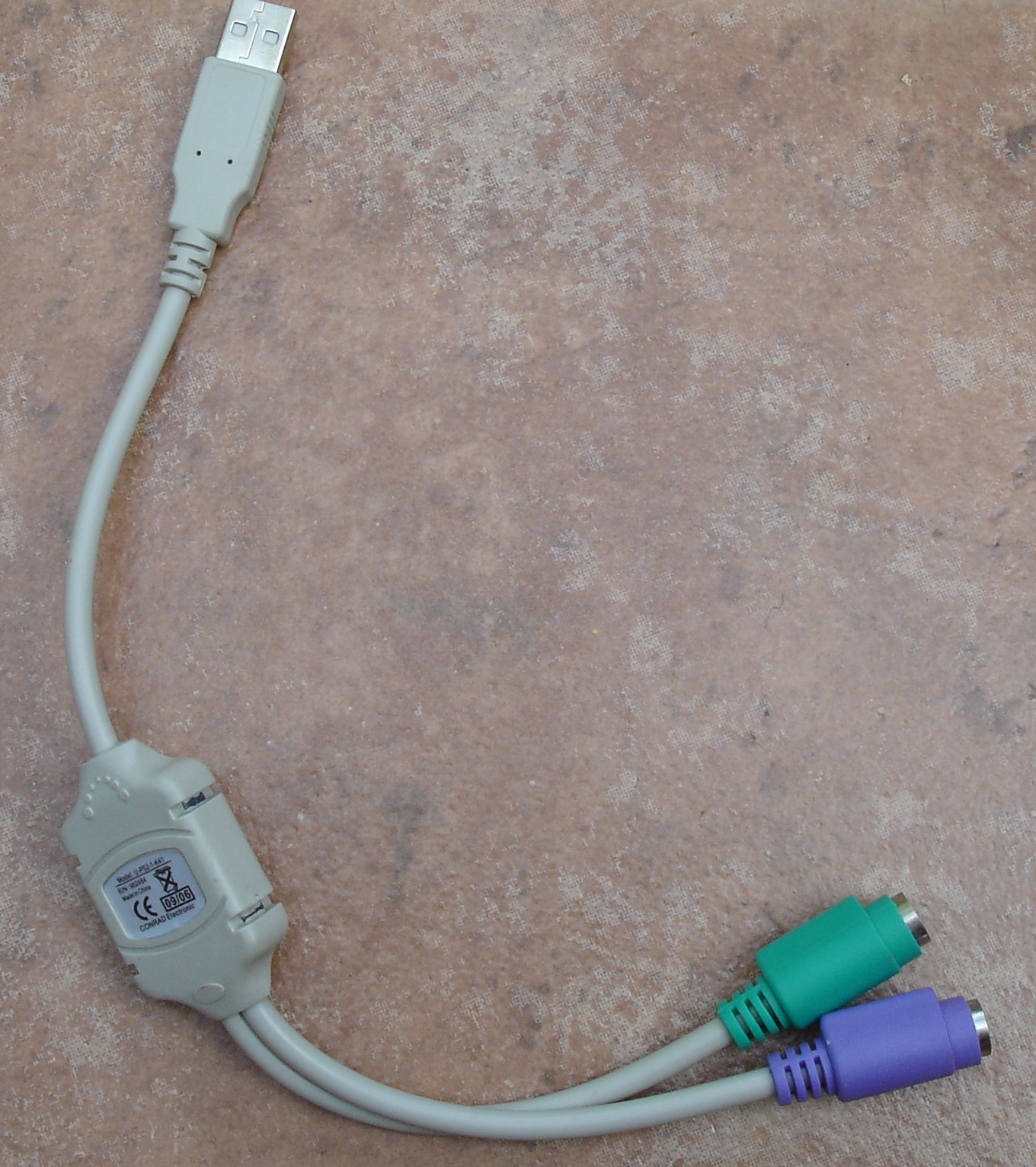
Adapter för anslutning av mus och tangentbord med PS/2-kontakter till dator med USB-kontakt.

Även om kontaktdonen för tangentbord och möss är fysiskt identiska i PS/2-standarden är de flesta enheter inte elektroniskt kompatibla, och enheterna bör inte kopplas till fel kontakt på datorn. Vissa bärbara datorer har endast en PS/2-kontakt för anslutning av antingen ett tangentbord eller en mus, eller båda samtidigt med en adapter (två vanligen okopplade stift är kopplade på dessa datorer, vilket utnyttjas av adaptern).
Tangentbordsgränssnittet är elektriskt identiskt med det som användes i AT-standarden, och tangentbord med DIN-kontakt kan anslutas till en dator med PS/2-kontakt och vice versa med hjälp av enkla adaptrar. RS232-gränssnittet (som användes för möss) är fundamentalt annorlunda, men vissa möss kan kopplas till endera typen av kontakt med en enkel adapter tack vare att de kan hantera båda standarderna.
Det finns även adaptrar för att ansluta tangentbord och möss med USB-kontakter till datorer med PS/2-kontakter. Även i detta fall är adaptrarna enkla, fysiska adaptrar. Logiken sitter, liksom i fallet med RS232, istället i inenheterna, som känner av vilken typ av kontakt som är ansluten och väljer protokoll därefter. Slutligen finns också adaptrar för anslutning av PS/2-enheter till en dator med USB-kontakt.